# Concelho aberto

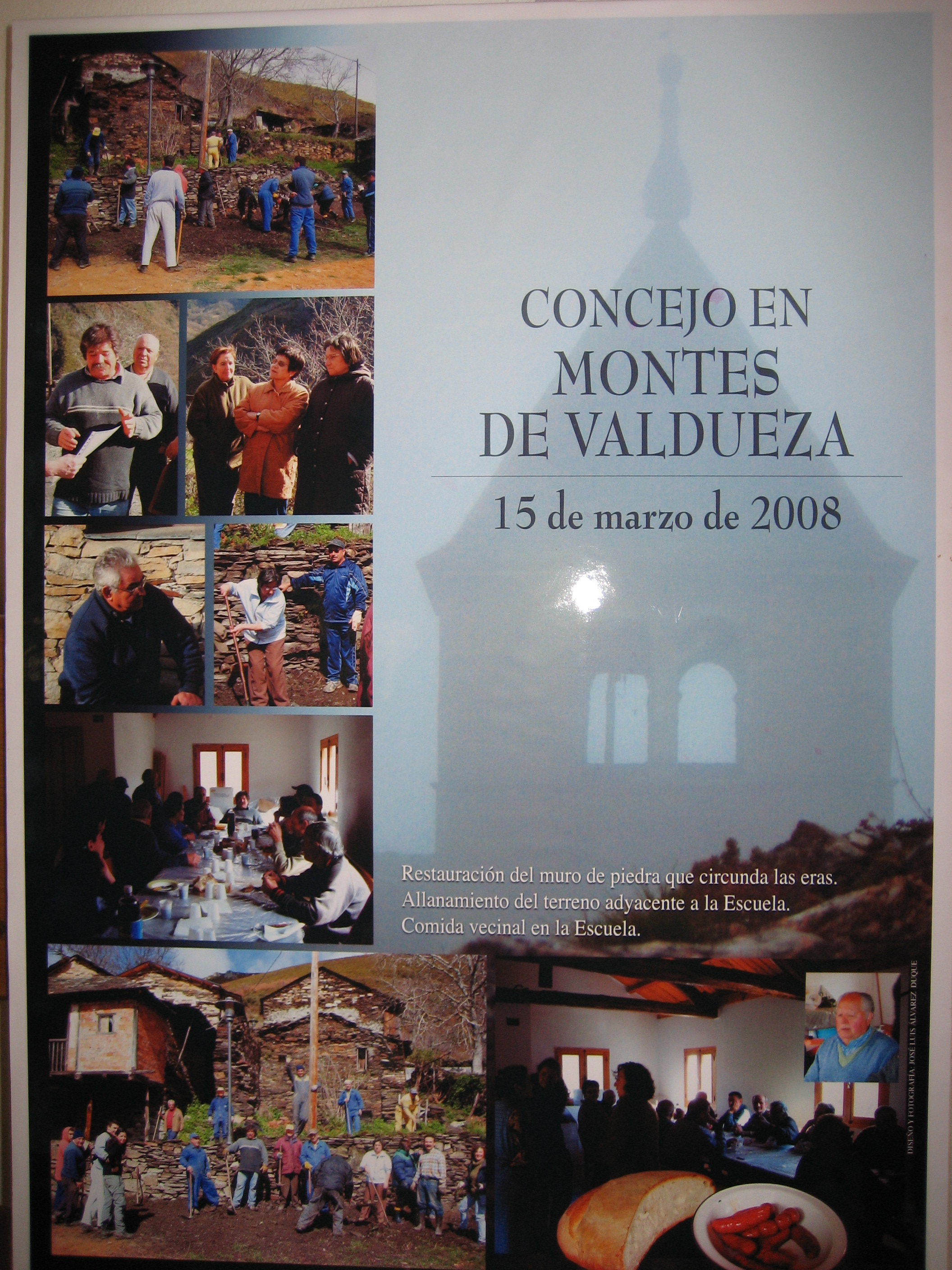
Cartaz anunciando uma assembleia de vizinhos em Montes de Valdueza, Ponferrada, Leão

O termo concelho aberto (em castelhano: concejo abierto) designa um regime de organização municipal usado em alguns pequenos municípios e entidades de âmbito territorial inferior a município que não alcançam um número significativo de habitantes se regem por um sistema de assembleia, a assembleia vicinal (de vizinhos ou munícipes), que substitui o que é a assembleia (pleno) do ayuntamiento nos municípios comuns.
Segundo a legislação em vigor, o sistema só se aplica a municípios com menos de cem habitantes e aos que tradicionalmente tenham funcionado assim. O regime aplica-se ainda a municípios cuja localização geográfica, gestão dos assuntos municipais ou outras circunstâncias o tornem aconselhável, mas neste caso requer-se a petição da maioria dos vizinhos, parecer favorável de dois terços dos membros do ayuntamiento e a aprovação da comunidade autónoma.
No regime de concelho aberto o governo e a administração do município são da responsabilidade dum alcaide e a uma assembleia vicinal, da qual fazem parte todos os eleitores. O seu funcionamento ajusta-se aos usos, costumes e tradições do lugar. Nos casos omissos, aplica-se a Lei 7/1985, de 2 de abril, Reguladora das Bases de Regime Local, e as leis que tenham sido ditadas pelas respetivas comunidades autónomas sobre o regime local.
Nos casos em que não há legislação autonómica sobre a matéria, ou existindo nada diga sobre o funcionamento do concejo abierto, o artigo 111 do Regulamento de Organização, Funcionamento e Regime Jurídico das Entidades Locais, aprovado pelo Real Decreto 2568/1986, de 28 de novembro, estabelece as seguintes regras acerca do funcionamento das assembleias de vizinhos no regime de concelho aberto:
- As assembleias vicinais reunir-se-ão onde tenham o costume de o fazer, celebrarão uma sessão ordinária pelo menos uma vez por trimestre em dia festivo, e serão convocadas a toque de sino, por pregão, por anúncio ou por outro meio tradicional no lugar.

- Para que a constituição dessas assembleias seja válida, terão que ter participado pelo menos uma terça parte dos vizinhos que tenham direito a participar, presentes ou representados. Em nenhum caso o número de presentes poderá ser inferior a três, O secretário ou presidente, ou quem legalmente os substitua, deverá estar presente em todos os casos.

- As representações deverão ser acreditadas mediante documento público, documento privado com assinatura reconhecida por um notário ou por declaração outorgada ante o secretariado do município. Nenhum vizinho poderá representar mais do que um terço dos membros da assembleia.

- As decisões são adotadas por maioria de votos.

Por extensão, o termo concelho aberto também se aplica a reuniões dum ayuntamiento e suas estruturas que sejam abertas a qualquer munícipe (vizinho), não apenas como mero espectador.